# Caso Ciro Castillo
El caso Ciro Castillo fue un acontecimiento que conmocionó a Perú en 2011. Se originó con la desaparición de los estudiantes de ingeniería forestal Ciro Castillo-Rojo y Rosario Ponce en el valle del Colca, Arequipa. Luego de varios días, Rosario fue encontrada viva, mientras que Ciro falleció tras caer a un abismo de 900 metros. Este suceso desencadenó una búsqueda de más de 200 días, en la que participaron socorristas y expertos nacionales e internacionales. A pesar del hallazgo del cuerpo de Ciro, la familia presentó acusaciones de homicidio contra Rosario, generando una amplia cobertura mediática y judicial.
La investigación judicial se extendió hasta 2013, cuando la fiscalía determinó que no había pruebas suficientes para culpar a Rosario, y el caso fue archivado definitivamente.

## Cronología
Ciro Castillo-Rojo, estudiante de Ingeniería Forestal de la Universidad Nacional Agraria La Molina, y Rosario Ponce, también estudiante universitaria, emprendieron una excursión en el valle del Colca el 31 de marzo de 2011. Tras no regresar a tiempo, fueron reportados como desaparecidos el 4 de abril. Según testimonios posteriores, ambos buscaban explorar la agreste geografía de la zona.
La búsqueda de los jóvenes movilizó a equipos de rescate locales, nacionales e internacionales, incluyendo la participación de la Policía Nacional del Perú, el Ejército y brigadas especializadas. Rosario Ponce fue hallada con vida el 13 de abril cerca del nevado Bomboya, presentando signos de deshidratación y lesiones menores. Sin embargo, no pudo aportar datos concluyentes sobre el paradero de su pareja.
El doctor Ciro Castillo-Rojo Salas, padre del universitario desaparecido, lideró los esfuerzos de búsqueda con la esperanza de encontrar a su hijo con vida, mientras que el caso atrajo una amplia cobertura mediática. Paralelamente, Rosario Ponce fue objeto de intensas especulaciones debido a su conducta tras el incidente, lo que generó una polarización en la opinión pública. No obstante, las investigaciones judiciales no lograron sustentar acusaciones en su contra.
El 18 de junio de 2011, el programa televisivo El Gran Show, dedicó su sexta gala a apoyar la búsqueda de Ciro Castillo. Durante la transmisión, se logró recaudar 40,000 soles peruanos para financiar las labores de rescate.
En junio de 2011, los rescatistas mexicanos Carol Chaman y Ramón Flores de la Brigada Topos Tlaltelolco llegaron a Arequipa para unirse a la búsqueda de Ciro Castillo Rojo, La familia financió sus pasajes, estadía y alimentación, además de contar con apoyo de guías locales y una perra de rescate llamada More.
El cuerpo sin vida de Ciro Castillo-Rojo fue encontrado el 16 de octubre en un profundo acantilado en la misma zona. Fue rescatado el guía de alta montaña Eloy Cacya, el cual divisó una "mancha roja" entre las rocas, destacando como un "lunar" en el terreno.  La necropsia reveló que su muerte se debió a politraumatismos severos causados por una caída.
El cadáver de Castillo-Rojo llegó a Arequipa para su examen en el Instituto de Medicina Legal. Pobladores realizaron vigilias con velas, flores y un altar con su foto, exigiendo justicia. Luego fue velado en la parroquia Nuestra Señora El PiIar. El 26 de octubre su féretro fue llevado en una procesión por el centro de Arequipa, incluyendo la Plaza de Armas, como agradecimiento por el apoyo ciudadano. Decenas de personas lanzaron pétalos de rosas blancas y gritaron consignas de justicia. El 27 de octubre el cuerpo fue trasladado a Lima, donde fue recibido por una multitud en el Aeropuerto Jorge Chávez. Posteriormente, se veló en el velatorio Divina Eternidad de Pueblo Libre. Al día siguiente recibió homenajes en la Universidad Nacional Agraria La Molina donde estudiaba y fue enterrado en el cementerio Mapfre de Huachipa.

## Investigación
Durante la búsqueda de Ciro Castillo, los medios de comunicación iniciaron una investigación paralela sobre el caso, lo que generó sospechas en torno a Rosario Ponce López, su enamorada, debido a su comportamiento errático en diversas entrevistas. En una de ellas, concedida al programa Cuarto Poder, Ponce sonrió de manera nerviosa al referirse al accidente sufrido por Ciro, declarando:
«Él sufrió un accidente en la montaña, y eso fue creo que terrible. Eso fue muy terrible, ¿no? Y al final… se cayó, se cayó (risa nerviosa)».
Adicionalmente, responsabilizó a la familia de Ciro si algo le ocurría. Ante la desaparición de su hijo y el incremento de sospechas sobre Rosario Ponce, el 7 de julio, el padre de Ciro presentó una denuncia contra ella por presunto homicidio. Esta denuncia atrajo amplia atención mediática, ya que desde el inicio de la investigación se identificaron inconsistencias en el relato de Ponce, tales como el uso contradictorio de su teléfono móvil durante los días en cuestión, su negativa a entregar prendas de vestir pertenecientes a Ciro y la omisión en la entrega de muestras de cabello requeridas para la investigación.
De acuerdo con la Fiscalía de Arequipa, Rosario Ponce fue considerada la principal sospechosa en el caso, y se programaron entrevistas adicionales con la autoridad fiscal. Uno de los elementos relevantes del caso fue que Ciro se encontraba sin sus zapatillas en el momento de la caída, circunstancia que generó sospechas sobre una posible intervención externa. El personal de la División de Homicidios de Lima inició la búsqueda de dichas zapatillas el 8 de noviembre de 2011.
El informe de la autopsia indicó que Ciro Castillo no falleció de manera inmediata tras la caída, sino que probablemente agonizó durante unas ocho horas antes de morir. Como consecuencia del accidente, sufrió fracturas en el brazo, la clavícula, el cráneo y cuatro costillas del lado derecho de su cuerpo. Los hallazgos forenses apuntaron a que la caída fue accidental y que no hubo intervención de terceros. Las prendas del joven se encontraron rasgadas, y sus efectos personales —entre ellos una bufanda, una gorra y un encendedor— estaban esparcidos, lo que respaldaba dicha teoría. Según el informe, en caso de haber sido empujado o arrojado, las lesiones habrían sido más severas: «A tanta altura literalmente uno se revienta», se indicó en el documento. A inicios de enero, peritos forenses se reunieron con la fiscal Rosario Lozada para confirmar que la muerte de Ciro ocurrió «debido a una caída accidental».
En marzo de 2012, se dio a conocer el informe forense final elaborado por el Ministerio Público, el cual confirmaba que Ciro Castillo falleció como consecuencia de un resbalón «debido a que no llevaba el equipo adecuado para su travesía por el valle arequipeño», y que «la ausencia de lesiones en otras regiones del cuerpo, como el tórax y las piernas, descarta la hipótesis de una caída libre». Sin embargo, el informe también reveló la presencia de cabellos de otra persona o personas en su chaqueta, camiseta, pantalones y ropa interior. Estos cabellos fueron cotejados con los de once testigos, entre ellos Rosario Ponce.
El 22 de abril de 2013, la fiscal Rosario Lozada debía presentar tres guantes supuestamente vinculados a la muerte de Ciro; sin embargo, se descubrió que el «tercer guante» era, en realidad, el revestimiento interior del segundo, lo que había generado una confusión por parte de los rescatistas. Con esta aclaración, la Segunda Sala Penal de Apelaciones desestimó los cargos contra Rosario Ponce, aunque la Fiscalía continuó con las investigaciones. La madre de Ponce expresó su intención de acudir a la Corte Suprema con el fin de cerrar definitivamelnte el caso. Finalmente, el 27 de julio de 2013, un informe pericial concluyó que las características de la caída de Ciro hacían improbable un empujón, lo cual llevó al archivo del caso sin presentar cargos contra Rosario Ponce.
En julio de 2013, la Fiscalía solicitó el archivo definitivo de la investigación por la muerte de Ciro Castillo, al no contar con pruebas concluyentes que incriminaran a Rosario Ponce. El padre del joven lamentó la decisión y anunció que presentaría una apelación en búsqueda de justicia. Semanas después, interpuso un recurso de oposición al archivo; no obstante, el 27 de septiembre del mismo año, la Corte Superior de Justicia de Arequipa resolvió archivar de forma definitiva el caso por presunto homicidio.

## Repercusiones
En septiembre de 2011, el alcalde de Caylloma, Elmer Cáceres Llica, anunció la creación de la "Ruta de Ciro", un circuito turístico que seguiría el trayecto que recorrieron Ciro Castillo-Rojo y Rosario Ponce antes de su desaparición en abril de 2011 en el Valle del Colca. El presidente de la Cámara Nacional de Turismo (Canatur), Carlos Canales, cuestionó la iniciativa por "explotar mediáticamente" una tragedia. La mancomunidad de distritos de Tapay, Madrigal y Lari retomó la idea en 2014, solicitando autorización a la familia para usar el nombre de Ciro.
En octubre de 2011, tras el hallazgo del cuerpo de Ciro Castillo-Rojo, su padre, Ciro Castillo-Rojo Salas, fue postulado espontáneamente como "Padre del Año" por miles de peruanos a través de redes sociales.
En noviembre de 2011, el guía de montaña Zacarías Ocsa, quien participó en la búsqueda del cuerpo de Ciro Castillo, publicó un cómic de ficción titulado "El misterioso romance de Ciro". La historieta, parte de una colección de 30 relatos sobre leyendas del Valle del Colca, planteaba una versión ficticia de los hechos: tras una fiesta, Ciro confesaría a su expareja Rosario Ponce una infidelidad con una "ninfa", lo que desencadenaría un ataque de celos y su caída al vacío. El prólogo fue escrito por padre de la víctima, quien previamente había criticado a Ponce por publicar un libro sobre el caso. El cómic se enmarcó en las teorías no oficiales que circularon tras la muerte del joven en 2011, cuyo cuerpo fue hallado meses después en el Colca. Sectores mediáticos cuestionaron el posible lucro con la tragedia, aunque Ocsa defendió su obra como parte de un rescate cultural.
El 24 de noviembre de 2011, y a pedido del diseñador peruano Ciro Taype, Rosario Ponce debutó como modelo para una campaña benéfica de recaudación de juguetes para niños de escasos recursos en Huancavelica junto a la ex Miss Perú Karen Schwarz y Angie Jibaja. La aparición de Ponce generó críticas por parte del padre de Ciro Castillo, quien calificó su participación de "enfermiza", "grotesca" e "inoportuna", señalando que su familia aún guardaba luto. Castillo-Rojo cuestionó la presencia de Ponce y sugirió que podría tratarse de una estrategia mediática. La presentadora Magaly Medina también criticó la decisión de Ponce, describiendo su físico de manera desfavorable y cuestionando su motivación.
Durante el Día de Todos los Santos, se vendieron llaveros con su imagen, en los que aparecía con la polera roja y el gorro negro que llevaba puestos al desaparecer en el Cañón del Colca. Además, cientos de personas visitaron su tumba en el cementerio Mapfre de Huachipa. En Arequipa, durante las celebraciones de Año Nuevo, también tuvieron gran demanda gorros amarillos estampados con fotos de Ciro y leyendas como "Feliz Año Nuevo" o "Papá coraje" (en alusión a su padre). Incluso se agotaron las piñatas con la efigie de Rosario Ponce durante las celebraciones.
La provincia de Caylloma declaró póstumamente a Ciro Castillo como Hijo Ilustre, durante la inauguración de la Alameda Taki Tusuy ("Del canto y de la danza") en Chivay. Una escultura de Castillo-Rojo fue develada junto a otras 12 figuras que representan las tradiciones locales, como parte de un proyecto para promover el turismo en el Cañón del Colca. El alcalde Elmer Cáceres Llica también declaró Hijo Ilustre al padre del joven, Ciro Castillo-Rojo Salas, por su perseverancia durante la búsqueda. También, el guía de alta montaña Eloy Cacya, quien encontró el cuerpo de Ciro Castillo, fue reconocido como Hijo Predilecto del distrito de Cabanaconde. Además, se le encomendó liderar un proyecto para crear una escuela de guías de alta montaña en la zona, con apoyo del municipio local.
Rosario Ponce también ha planeado un libro en el que describa su experiencia e indica que un productor de cine colombiano se ha acercado a ella para pedirle los derechos cinematográficos de su historia.
Diversos informes señalaron que piratas informáticos intentaron aprovechar la creciente notoriedad del caso lanzando un virus informático disfrazado como una noticia falsa atribuida al diario El Comercio. El titular engañoso, «Noticias de última hora: Rosario Ponce no pudo más y confesó su crimen», fue rápidamente desmentido por el periódico, que se esforzó en aclarar la falsedad de dicha información.
En mayo de 2012, el abogado Juan de Dios Medina presentó ante el Colegio de Abogados de Arequipa una iniciativa de ley para agilizar la búsqueda de "Personas desaparecidas y extraviadas en situación de peligro o riesgo". El proyecto buscaba eliminar el requisito de esperar 24 horas para iniciar la búsqueda y obligar a la Policía y al Ministerio Público a actuar de inmediato. Medina citó como ejemplo el caso de Ciro Castillo Rojo, cuyo cuerpo fue hallado por su familia tras meses de búsqueda sin apoyo efectivo del Estado. En octubre de 2012, el congresista Renzo Reggiardo presentó formalmente el proyecto denominado "Ley Ciro Castillo-Rojo" en el Congreso. La propuesta incluía reducir el plazo de búsqueda de 48 a 24 horas, crear un registro nacional de desaparecidos y establecer una unidad policial especializada.
El caso inspiró una miniserie llamada Ciro, el ángel del Colca, emitida por América Televisión. protagonizado por Andrés Vilchez (Ciro Castillo). La dirección estuvo a cargo de Fernando Vásquez, y contó con actores como Reinaldo Arenas como Ciro Castillo, padre, Haydée Cáceres como Rosario García, la madre de Ciro, e Isabel Chapell como Rosario Ponce (renombrada como Rosalía en la ficción). 
En septiembre de 2013, el médico Ciro Castillo Rojo Salas declaró en RPP Noticias que su persistencia en el caso no tenía motivaciones políticas. Pese a sus declaraciones previas, en febrero de 2014 lanzó su candidatura presidencial con el partido Perú Potencia, recolectando firmas en Ayacucho. En junio de 2014, con apoyo de Acción Popular, postuló a la Presidencia Regional del Callao, revelando su intención de transformar su tragedia personal en servicio público.
En septiembre de 2015 Rosario Ponce se casó con Víctor Cabrera, hijo de su abogado.
El 24 de enero de 2022 ocurrió un caso similar, Natacha de Crombrugghe, una ciudadana belga, desapareció mientras viajaba por su cuenta al Cañón del Colca, lo que generó una alerta tras la viralización de la noticia. Dos días después, el adolescente Kevin Ramos también desapareció en el mismo valle. Las búsquedas para encontrar a Natacha se intensificaron en febrero con la colaboración entre las autoridades de Bélgica y Perú, y en septiembre, se encontró un cadáver en el área, el cual fue confirmado como el de Natacha el 6 de octubre, aunque la causa de su muerte aún estaba bajo investigación.
El 18 de marzo de 2022, los rescatistas de alta montaña Eloy Cacya y Percy Núñez presentaron en el Congreso de la República el libro "El Secreto de Bomboya", publicado por la Editorial de la Universidad Nacional de San Agustín. La obra detalla el rescate del cuerpo de Ciro Castillo Rojo, desaparecido en el Valle del Colca en 2011, y expone las dificultades de las operaciones en zonas agrestes, así como datos inéditos del caso 
En febrero de 2024, Eloy Cacya, aún exige el pago de S/10,000 que Ciro Castillo Rojo Salas ofreció en 2011 como recompensa por encontrar el cuerpo de su hijo en el Valle del Colca. Según Cacya, la familia nunca honró el pago, pese a su esfuerzo y los recursos invertidos durante meses.
Aunque el caso fue archivado sin esclarecer las razones de su muerte ni identificar a los responsables, la tragedia conmovió a la sociedad. En Arequipa, lugar donde Ciro Castillo-Rojo desapareció, se realizaron vigilias y homenajes en su memoria.